# Hemiodoecellus fidelis
Hemiodoecellus fidelis är en insektsart som först beskrevs av Evans 1937.  Hemiodoecellus fidelis ingår i släktet Hemiodoecellus och familjen Peloridiidae. Inga underarter finns listade i Catalogue of Life.